# Glens Falls North
Glens Falls North es un lugar designado por el censo ubicado en el condado de Warren en el estado estadounidense de Nueva York. En el año 2000 tenía una población de 8,061 habitantes y una densidad poblacional de 384.7 personas por km².

## Geografía
Glens Falls North se encuentra ubicado en las coordenadas 43°19′57″N 73°40′59″O / 43.33250, -73.68306.

## Demografía
Según la Oficina del Censo en 2000 los ingresos medios por hogar en la localidad eran de $42,424, y los ingresos medios por familia eran $56,647. Los hombres tenían unos ingresos medios de $40,816 frente a los $25,388 para las mujeres. La renta per cápita para la localidad era de $27,460. Alrededor del 7.1% de la población estaban por debajo del umbral de pobreza.